# Station Fort 3
Station Fort 3 is een voormalig militair goederenstation in de stad Mortsel in de Belgische provincie Antwerpen. Het station is gelegen aan de Zoomweg bij het Borsbeekse Fort 3 op een zijspoor van spoorlijn 15. Aangelegd onder de Duitse bezetter tijdens de Tweede Wereldoorlog om er vliegtuigen en vliegtuigonderdelen via de trein van zowel de luchthaven Deurne als van de Mortselse Erla-fabriek te vervoeren werd het vooral in de Koude Oorlog gebruikt om militaire goederen via de trein van en naar Duitsland als NAVO-bondgenoot te vervoeren.
Fort 3 · Fort 4 · Fort 5 · Krijgsbaan · Luithagen · Mortsel · Mortsel-Deurnesteenweg · Mortsel-Liersesteenweg · Mortsel-Oude-God